# Imitation of Life (Lied)
Imitation of Life (engl.: „Nachahmung des Lebens“) ist ein Song der US-amerikanischen Rockband R.E.M. Er war die erste Singleauskopplung des 2001 erschienenen Albums Reveal und erreichte Platz 6 in den britischen Charts. Der Song folgt dem sommerlichen, von den Beach Boys beeinflussten Stil des Albums. Die Titelzeile Imitation of Life wurde von dem gleichnamigen Film von Douglas Sirk beeinflusst.
Das von Hammer & Tongs gedrehte Musikvideo besteht aus einer wenige Sekunden dauernden Endlosschleife, die ständig vor- und rückwärts abgespielt wird. Dabei wird mit der Pan-&-Scan-Technik immer für kurze Zeit an bestimmte Bereiche des Bildes herangezoomt, wobei Details wie zum Beispiel Lippensynchronität bei einzelnen Personen deutlich werden. Zu sehen ist dabei ein großes Gartenfest um einen Teich herum, auf dem auch die Bandmitglieder präsent sind.
Das Lied findet sich auch auf der Best-of-Compilation In Time aus dem Jahr 2003 sowie auf dem Livealbum R.E.M. Live, das 2007 erschien.